# Лейкс-оф-те-Норт (Мічиган)
Лейкс-оф-те-Норт (англ. Lakes of the North) — переписна місцевість (CDP) в США, в окрузі Антрім штату Мічиган. Населення — 1044 особи (2020).

## Географія
Лейкс-оф-те-Норт розташований за координатами 44°55′48″ пн. ш. 84°53′6″ зх. д. / 44.93000° пн. ш. 84.88500° зх. д. (44.930026, -84.885080).  За даними Бюро перепису населення США в 2010 році переписна місцевість мала площу 43,32 км², з яких 42,95 км² — суходіл та 0,38 км² — водойми.

## Демографія
Згідно з переписом 2010 року, у переписній місцевості мешкало 925 осіб у 409 домогосподарствах у складі 277 родин. Густота населення становила 21 особа/км².  Було 1008 помешкань (23/км²).
Расовий склад населення:
| - 97,9 % — білих - 0,5 % — корінних американців - 0,3 % — чорних або афроамериканців - 0,2 % — азіатів |

До двох чи більше рас належало 0,9 %. Частка іспаномовних становила 1,6 % від усіх жителів.
За віковим діапазоном населення розподілялося таким чином: 19,9 % — особи молодші 18 років, 58,7 % — особи у віці 18—64 років, 21,4 % — особи у віці 65 років та старші. Медіана віку мешканця становила 46,6 року. На 100 осіб жіночої статі у переписній місцевості припадало 100,2 чоловіків;  на 100 жінок у віці від 18 років та старших — 102,5 чоловіків також старших 18 років.